# Исан
Исан (на тайски и исански อีสาน) е североизточният регион на Тайланд. Той заема Кхоратското плато, оградено на север и изток от река Меконг, а на юг от Камбоджа. На запад Исан е отделен от Северен и Централен Тайланд от планинската верига Фечабун.
Основната стопанска дейност е земеделието, но поради обществено-икономическите условия и горещия сух климат добивите са далеч по-ниски, отколкото в останалата част на страната. Исан е най-бедният регион на Тайланд.
Основният език в Исан е исанският, много близък до лао, но тайският също е широко разпространен, а в южната част се говори и кхмерски. По-голямата част от населението е с лаоски произход, но интегрирането на региона в днешен Тайланд е като цяло успешно. Сред отличителните черти на исанската култура са музикалният стил мор лам, тайландския бокс, боевете с петли и храната, известна с лепкавия ориз и лютите чушки.

## История
В Исан са открити няколко важни селища от бронзовата епоха със скални рисунки и свидетелства за ранно култивиране на ориз. Бронзови инструменти, като откритите при Бан Чианг, може би са по-стари от подобни находки от Месопотамия. По-късно регионът попада под влиянието първо на културата Дваравати, а след това на Кхмерската империя, от която са останали храмовете при Фимай и Фаном Рунг.
След като от началото на 13 век Кхмерската империя започва да запада, Исан попада под влиянието на лаоското царство Лан Санг. През последвалия период регионът е заселен от лаоски преселници. През 17 век страната е завладяна от Сиам и през 18 и 19 век се провежда насилствено преселване на хора от Лаос в Исан. Френско-сиамските договори от 1893 и 1904 превръщат Исан в гранична зона между Сиам и Френски Индокитай.
През 20 век системната политика на таификация е насочена към превръщане на Исан в интегрална част от Тайланд и прикриване на лаоския произход на населението. Тази политика е отразена и в самото име Исан. То идва от името Исана, проявление на Шива като божество на североизтока. Така името подчертава, че районът е североизточна част на Тайланд, а не част от лаоската общност. До 1960-те населението на тайландски Исан е наричано просто лао и пише на лаоски език и с лаоска азбука. През този период правителството налага насилствено тайската азбука и език в училищата. Днес повечето исанци говорят на исански език, който е близко свързан с лаоския.

## География
Исан заема около 160 000 км2. Територията му почти съвпада с тази на Кхоратското плато, което се спуска от планините Фечабун на запад към река Меконг. То се състои от две основни равнини: южната Кхоратска равнина с реките Мун и Чи и северната Сакон-накхонска равнина с реките Лоей и Сонгхам. Двете равнини са отделени от планините Фу Паан. Почвата е предимно песъчлива, със значителни солни отложения.
Меконг образува по-голямата част от границата между Тайланд и Лаос на север и изток от Исан, а на юг областта граничи с Камбоджа. Основният тайландски приток на Меконг е река Мун, която извира в националния парк Хао Яй и тече на изток, вливайки се в Меконг в провинция Убон Ратчатхани. Другата важна река на Исан е Чи, която пресича Централен Исан, преди да завие на юг, за да се влее в Мун в провинция Сисакет. По-малките Лоей и Сонгхрам също са притоци на Меконг, като първата тече на север през провинция Лоей, а втората на изток през провинции Удон Тхани, Сакон Накхон, Накхон Фаном и Нонг Хай.
Средните температури са между 30,2 °C и 19,6 °C. Най-високата регистрирана температура е 43,8 °C в провинция Удон Тхани, а най-ниската 0,1 °C в провинция Лоей.
Дъждовете са непредвидими, но се концентрират в дъждовния сезон от май до октомври. Средните годишни валежи са от 2000 mm в някои райони до 1270 mm в югозападните провинции Накхон Ратчасима, Бурирам, Маха Саракхам, Кхон Каен и Чаяфум.
Другите сезони са хладният сезон от октомври до февруари и горещият сезон от февруари до май.

## Икономика
Земеделието е най-големият сектор на икономиката, създавайки около 22% от брутния продукт на региона (сравнено с 8,5% за Тайланд като цяло). Основната култура е оризът, заемащ около 60% от обработваните земи, но селяните все повече диверсифицират насажденията си с други култури, като маниока, захарна тръстика и други. Много селяни използват за обработване на земята водни биволи. Основните животни, отглеждани за храна са свине, пилета, патици и риба.
Въпреки значението си за икономиката, земеделието в региона е крайно затруднено. Климатът често е засушлив, а плоският терен на платото се наводнява през дъждовния сезон. Уязвимостта към наводнения правят голяма част от земите негодни за обработване. В допълнение почвите са силно киселинни, солени и изтощени. От 1970-те делът на земеделието в икономиката намалява за сметка на търговията и услугите.
Исан е най-бедният регион на Тайланд. През 2002 средните заплати са най-ниските в страната с 3928 бата на месец (средно за страната 6445). Бедността на региона се проявява и в неговата инфраструктура. Осем от десетте тайландски провинции с най-малко лекари на глава от населението са в Исан (Сисакет има най-малко, един на 14 661 през 2001 при средно за страната 3289). Там са и осем от десетте провинции с най-малко болнични легла на глава от населението (Чаяфум има най-малко, едно на 1131 при средно за страната 453). Исан изостава и в областта на технологиите – там има само една Интернет връзка на 75 домакинства (2002) при средно за страната една на 22.
Много исанци търсят по-добре платена работа извън региона, главно в Бангкок, където те попълват много от най-зле платените работни места. Някои от тях са се заселили в града за постоянно, а други се движат между него и родните си места. Трети са напуснали страната в търсене на по-добро заплащане.

## Население
Населението на Исан е около 20 825 000 души (2000). 40% от него е концентрирано в провинциите Кхорат, Убон Ратчатхани, Удон Тхани и Кхон Каен. Тези провинции са разположени около четирите едноименни големи града. Тяхното население през 2000 е: Удон Тхани – 220 000, Кхорат – 204 000, Кхон Каен 141 000 и Убон Ратчатхани – 107 000. Към 1996 едва 6,3% от населението на региона живее в градове. Кхон Каен е най-урбанизираната провинция с 12,4% градско население, а Рой Ет е най-слабо урбанизираната с 2,8%. Въпреки че е концентрирано около градските центрове, населението е предимно селско.
Повечето жители на Исан са лао по произход, макар разграничението между лао и таи понякога да е размито. Въпреки че има някои физически особености, които са по-изявени при лао, различията са главно културни и езикови. Основният език в региона е исанския, който е сходен с лаоския. Тайският език също е широко разпространен, а в южните райони има значително кхмерско малцинство, говорещо кхмерски. Броят на говорещите исански език се оценява между 15 и 23 милиона, повечето от тях в Исан. Много от тях разбират и стандартен тайски, като цяло по-добре говорен от по-младото поколение. Хоратският диалект, говорен от около 400 000 души заема междинно положение между исанския и тайския.
Други езици, говорени в Исан са:
| Език                 | Група              | Говорещи  | Разпространение                               |
| -------------------- | ------------------ | --------- | --------------------------------------------- |
| ахеу                 | мон-кхмерски езици | 750       | Сакон Накхон                                  |
| източен бру          | мон-кхмерски езици | 5000      | Сакон Накхон                                  |
| западен бру          | мон-кхмерски езици | 20 000    | Мукдахан, Амначароен, Убон                    |
| севернокхмерски език | мон-кхмерски езици | 1 000 000 | Сурин, Сисакет, Бурирам, Кхорат               |
| куи                  | мон-кхмерски езици | 300 000   | Бурирам, Сурин, Сисакет, Убон, Рой Ет         |
| няхкур               | мон-кхмерски езици | неизв.    | Кхорат, Чаяфум                                |
| няу                  | тай-кадайски езици | 50 000    | Сакон Накхон, Нонг Хай, Накхон Фаном          |
| ниеу                 | мон-кхмерски езици | неизв.    | Сисакет                                       |
| фу таи               | тай-кадайски езици | 156 000   | Накхон Фаном, Убон, Каласин, Сакон Накхон     |
| фуански език         | тай-кадайски езици | неизв.    | Удон, Лоей                                    |
| саекски език         | тай-кадайски езици | 11 000    | Накхон Фаном                                  |
| со                   | мон-кхмерски езици | 55 000    | Накхон Фаном, Сахон Накхон, Нонг Хай, Каласин |
| тай дам              | тай-кадайски езици | 20 000    | Нонг Хай, Кхорат, Лоей                        |
| йой                  | тай-кадайски език  | 5000      | Сакон Накхон                                  |

Както и в останалата част на Тайланд, жителите са почти изключително будисти тхеравада, макар и с някои елементи на анимизъм.

## Култура
Културата на Исан е предимно лаоска и има много общо с културата на съседен Лаос. Тази близост се проявява в местната кухня, облекло, храмова архитектура, празници и изкуство.
Исанската кухня се отличава от тайската и лаоската, но има общи елементи и с двете. Най-забележимите особености са използването на лепкав, вместо обикновен ориз, както и на много люти чушки. Популярни ястия са тамахунг (на тайски сом там, салата от папая), ларб (месна салата) и гай янг (пиле на скара). Те са се разпространили в цял Тайланд, но обикновено в редактирани версии, правещи ги по-малко люти и кисели, в съответствие с по-умерения тайски вкус.
Налице е и обратният процес – тайската храна е популярна в Исан. В същото време отсъстват характерните за кухнята в Лаос френски и виетнамски влияния. Исанците са известни с това, че ядат голямо разнообразие от животни, като гущери, жаби и пържени насекоми (скакалци, копринени червеи, торни бръмбари). Първоначално подтикнати от бедността да търсят източници на храна, днес исанците смятат тези животни за деликатеси. Храната, с изключение на супите, обикновено се яде с ръце.
Традиционното облекло в Исан е саронгът. Женските саронги обикновено са бродирани по ръба, а мъжките са карирани. Те се носят „прави“, а не закачени между краката, както в Централен Тайланд. Мъжете носят и пакама – дълго парче плат, което може да се използва с различно предназначение – като колан, шапка, хамак или бански костюм. Исан е най-важният център на производство на коприна в Тайланд. Тази дейност получава тласък след Втората световна война, когато дизайнерът Джим Томпсън популяризира тайландската коприна на Запад.
Будисткият храм (уат) е основната забележителност в повечето села. Тези храмове се използват не само за религиозни церемонии, но и при празници и като зали за събрания. Те са строени предимно в лаоски стил, с по-малко орнаменти, отколкото в Централен Тайланд. Преобладават и изображенията на Буда в лаоски стил.
Жителите на Исан отбелязват множество традиционни празници, като празникът на ракетите Бун Бунгфай. Този ритуал за плодородие, произхождащ от предбудистките времена, се провежда на много места, както в Исан, така и в Лаос, но най-шумно в провинция Ясотон. Други исански празници са празникът на свещите, отбелязващ началото на будистките пости през юли в Убон и на други места; празникът на коприната в Кхон Каен, посветен на местните занаяти; събирането на слоновете в Сурин.
Основната местна музика в Исан е мор лам. Тя съществува в различни регионални варианти, както и в по-модерни форми. От края на 1970-те тя получава голяма известност извън региона, заради присъствието на исански работници в Бангкок. Много мор лам певци пеят също и централнотайландската лук тунг музика, както и хибридната форма лук тунг исан. Друга фолклорна форма, кантрум, е популярна сред кхмерското малцинство на юг.
Въпреки че не съществува литературна традиция на исански език, през втората половина на 20 век от региона идват няколко известни писатели, като Хамсинг Сринавк, който пише на тайски, и Пира Судам, който пише на английски.
Исан е известен и с големия брой муай тай боксьори. Както и боксът на Запад, кикбоксът дава рядка възможност за измъкване от бедността. Въпреки това най-известният исански спортист е тенисистът Парадорн Сричапан, чието семейство е от Кхон Каен.
Културните различия с Централен Тайланд в комбинация с бедността на региона и типичната тъмна кожа на жителите му, предизвикват значителен расизъм срещу исанците сред етническите таи. Романистът Пира Судам пише: „Някои бангкокски таи... казваха, че аз не съм таи, а... воден бивол или селянин“. Въпреки че днес много исанци работят в градовете, а не на полето, те обикновено са ограничени до професиите с най-нисък статус, като строителни работници и проститутки, а дискриминационните настроения се запазват. Въпреки това образът на Исан сред хората от Централен Тайланд не е изцяло негативен. Исанската храна и музика са приети ентусиазирано и адаптирани към вкусовете на останалата част от страната.
Процесът на таификация е размил донякъде отличителните черти на исанската култура, най-вече в градовете и провинциите, като Кхорат, които са най-близки до Централен Тайланд и са под тайландска власт от най-дълго време.

## Транспорт
Две железопътни линии свързват Исан с Бангкок. Едната преминава на изток от Хорат през Сурин и Убон, а другата на север през Хон Каен и Удон до Нонг Хай.
Пътната мрежа има дължина около 15 000 км, а в основата ѝ са Танон Митрафап („Пътища на приятелството“), строени от САЩ за снабдяване на военните им бази през 60-те и 70-те години на 20 век. Пътен мост, наречен Сафан Митрафап („Мост на приятелството“) свързва Нонг Хай с Лаос близо до Виентян.
Транспортът по река Меконг е ограничен, поради праговете и променливото ниво на водите. Има летища в Кхорат, Кхон Каен, Убон Ратчатхани, Удон Тхани, Нкхано Фаном, Сакон Накхон, Рой Ет и Бурирам.

## Управление
В Исан се избират 136 от 400-те членове на националния парламент. Предварителните резултати от изборите през 2005 показват, че партията Тай Рак Тай печели 126 от тях при 6 за Чарт Тай и по две за Демократическата партия и Махачон .
Исан се разделя на 19 провинции, макар че според някои югозападната провинция Накхон Ратчасима е по-тясно свързана с Централен Тайланд.
1. Амнат Чароен
2. Бурирам
3. Чаяфум
4. Каласин
5. Кхон Каен
6. Лоей
7. Маха Саракхам
8. Мукдахан
9. Накхон Фаном
10. Накхон Ратчасима
11. Нонгбуа Ламфу
12. Нонг Кхай
13. Рой Ет
14. Сакон Накхон
15. Сисакет
16. Сурин
17. Убон Ратчатхани
18. Удон Тхани
19. Ясотон